# Equazione di Smoluchowski
In fisica l'equazione di Smoluchowski, il cui nome è dovuto a Marian von Smoluchowski, è la correzione della seconda legge di Fick con l'aggiunta di un termine di smorzamento che ha origine da una forza {\displaystyle -\nabla U} smorzata da un attrito viscoso con coefficiente {\displaystyle \zeta } tendente a spostare la densità verso regioni a minima energia potenziale {\displaystyle U}.
Sia {\displaystyle \phi (r,t)} una concentrazione, {\displaystyle D} la costante di diffusione, {\displaystyle \zeta } il fattore di spostamento e {\displaystyle U(r,t)} un'energia potenziale. Allora l'equazione di Smoluchowski descrive l'evoluzione temporale della densità secondo l'equazione:
{\displaystyle {\frac {\partial \phi }{\partial t}}=\nabla \cdot (D\nabla \phi )+\zeta ^{-1}\nabla \cdot (\phi \nabla U)=\nabla ^{2}\phi +(\nabla D+\zeta ^{-1}\nabla U)\nabla \phi +\zeta ^{-1}\nabla ^{2}U\phi }
L'equazione è consistente con il moto di una particella che obbedisce ad un'equazione differenziale stocastica, con termine 
{\displaystyle -\zeta ^{-1}\nabla U} e diffusività {\displaystyle D}. 
L'equazione di Smoluchowski è formalmente identica all'equazione di Fokker-Planck, con l'unica differenza nell'interpretazione fisica di {\displaystyle w}: una distribuzione di particelle nello spazio nel primo caso, di velocità nel secondo. 

## Soluzione stazionaria
Una soluzione all'equazione di Smoluchowski invariante nel tempo è:
{\displaystyle \phi (x)=Ce^{-D^{-1}\zeta ^{-1}U(x)}}
dove {\displaystyle C} è una costante di normalizzazione. Quindi nello stato stazionario si trovano alte concentrazioni in presenza di bassi potenziali, e l'accumulazione è maggiore quando la diffusività {\displaystyle D} o la {\displaystyle \zeta } sono piccole. La distribuzione è formalmente identica alla distribuzione canonica della fisica statistica, e strettamente legata alla distribuzione di Boltzmann.

## Altre equazioni di Smoluchowski
Nella prima metà del XX secolo diverse equazioni venivano chiamate equazioni di Smoluchowski. In una rassegna, Chandrasekhar affermava nel 1943 che l'equazione di diffusione con termine di spostamento "viene talvolta chiamata equazione di Smoluchowski"; da allora, è diventato d'uso in letteratura. Vi sono anche l'equazione di coagulazione di Smoluchowski e la relazione di Einstein–Smoluchowski.